# Revolució Americana

La Declaració d'Independència, mostrant els cinc membres del comitè encarregat de redactar la Declaració el 1776, presentant el seu treball al Segon Congrés Continental a Filadèlfia.

La Revolució Americana (1763-1791) va ser un conflicte entre les Tretze Colònies britàniques d'Amèrica del Nord i la seva metròpoli, el Regne Unit. Aquest procés va culminar amb la Guerra de la Independència que va conduir a la creació d'una nova nació, els Estats Units d'Amèrica.
Durant aquest període, les colònies van organitzar una resistència conjunta contra el domini britànic, motivada per greuges fiscals, polítics i comercials. El punt d’inflexió es produí el 4 de juliol de 1776, amb l’adopció de la Declaració d’Independència. La guerra es va decantar a favor dels insurgents amb la victòria de les forces colonials a la batalla de Yorktown (octubre de 1781), amb el suport decisiu de França. El conflicte es va tancar formalment amb el Tractat de París de 1783, mitjançant el qual el Regne Unit reconeixia la independència nord-americana.
Més enllà del conflicte bèl·lic, la Revolució Americana va esdevenir un moviment de gran abast ideològic i intel·lectual. El procés de formació de la nova nació nord-americana va representar un projecte polític amb aportacions decisives al pensament modern. La redacció de la Constitució dels Estats Units, marcada per influències il·lustrades, va obrir el camí a debats fonamentals sobre qüestions com l’esclavitud, els drets humans, la llibertat individual i la democràcia representativa.

## El procés revolucionari
L'època revolucionària s'inicià el 1763, quan l'amenaça militar francesa sobre les colònies britàniques d'Amèrica del Nord de la Guerra Franco-índia arribà a la seva fi i el rei Jordi III d'Anglaterra va signar la Proclamació Reial que prohibia als colons assentar-se més enllà de la línia marcada al llarg dels Apalatxes. Adoptant la política que les colònies havien de pagar una part substancial dels costos associats al manteniment de l'imperi, Gran Bretanya va aprovar una sèrie d'impostos i lleis que resultaren summament impopulars. Atès que les colònies no tenien representació electoral al Parlament britànic, molts colons consideraven que les lleis eren il·legítimes i una violació dels seus drets com a anglesos. A partir del 1772, grups patriotes començaren a crear comitès de correspondència que donarien lloc al seu propi Congrés Provincial a la majoria de colònies. Al llarg de dos anys, els Congressos Provincials o els seus equivalents substituïren de manera eficaç l'aparell governant britànic a les antigues colònies, que culminà el 1774 amb la unificació del Congrés Continental i la Declaració d'Independència de 1776.

### Antecedents: economia i societat a les Tretze Colònies.
Pels volts de 1760, les Tretze Colònies britàniques d’Amèrica del nord constituïen pràcticament un terç de tota l’economia britànica. Era una societat caracteritzada pel creixement poblacional i econòmic. Entre 1700 i 1776 els habitants de les colònies va multiplicar-se per deu, passant de 250.000 a gairebé dos milions i mig. Aquest augment de la població va ser degut tant al creixement vegetatiu com a les successives onades migratòries. La contínua demanda de mà d’obra de les plantacions del sud va ser inicialment satisfeta per presos provinents de les illes britàniques i, posteriorment, per esclaus africans. Altrament, molts anglesos i escocesos pobres van arribar a les colònies com a serfs contractats —un règim similar a l’esclavisme—, si bé obtenien la llibertat passats quatre anys. Pel que fa als immigrants lliures, no només provenien d’Anglaterra, sinó que van afegir-se alemanys luterans i escocesos presbiterians, els quals van establir-se especialment en els territoris fronterers de Pensilvània, Virgínia i les Carolines. A aquesta migració d’origen europeu van sumar-s'hi altres grups, com ara molts hugonots francesos, irlandesos, gal·lesos, i també suïssos i jueus. El 1790, poc més de la meitat població de les colònies era originària de fora d’Anglaterra.

Mapa de les 13 Colònies (1775)

Aquestes onades migratòries van configurar una poblada franja costanera des de Florida fins a Maine. Amb tot, es tractava d’una societat bàsicament rural amb una població dispersa. El 1760, les principals ciutats eren Filadèlfia (35.000 habitants) i Boston i Nova York (uns 25.000 habitants cadascuna). En aquesta societat rural, el desenvolupament agrícola fou el puntal del creixement econòmic colonial durant el segle XVIII. Així, la pressió demogràfica va fer incrementar la superfície conreada i la producció agrícola —principalment gra i tabac—, i va obligar a la cerca de nous territoris més enllà dels Apalatxes.
Es en aquest període que s’inicia un incipient comerç intercolonial, afavorit pel creixement de les ciutats i la millora dels mitjans de transport (diligències, paquebots), estimulant les primeres manufactures de teixits i sabates. Tanmateix, la majoria dels colons preferia els productes britànics, cosa que augmentava el dèficit comercial de les colònies amb la metròpoli. Aquest dèficit era compensat pels beneficis econòmics de pertànyer a l’imperi britànic, com ara el control de mercats organitzats, la protecció naval, l’accés al crèdit de la banca anglesa i escocesa o el desenvolupament de la indústria naval a les colònies, atès que els vaixells construïts a les colònies eren legalment britànics.
Tot i que el creixement econòmic de la primera meitat del segle XVIII va augmentar la mobilitat social i les oportunitats d’enriquiment, també va consolidar el poder econòmic de les elits colonials, provocant un increment de les desigualtats entre aquestes i el gruix de la població. Entre 1730 i 1760, l’enriquiment va concentrar-se en les elits de comerciants de les grans ciutats, que imitaven el comportament de la classe alta britànica. Quant al món agrícola, si bé els petits propietaris eren la majoria, durant la primera meitat del segle XVIII l’arrendament va esdevenir una forma dominant d’explotació de la terra des de Carolina del Nord fins a Nova York. L’increment de la demanda de terra va causar tensions i van aparèixer diferents moviments de protesta rural entre 1750 i 1771.
Al capdavall, les protestes socials tant al camp com a les ciutats reflectien el naixement d’una ideologia popular que reclamava una major participació política i posava en qüestió la distribució de la propietat de la terra. Aquest corrent de canvi va tenir també repercussions religioses, amb l’aparició del Gran Despertar, un moviment de dissidència religiosa que oferí refugi als pobres davant les esglésies tradicionals. Els predicadors evangelistes van saber canalitzar millor les demandes dels sectors més desafavorits i dels nous immigrants, difonent un missatge crític envers l’autoritat establerta. Per això, molts colons van abandonar l’església anglicana oficial i van formar noves comunitats religioses evangèliques, que rebutjaven l’estil arrogant i luxós de les classes altes anglicanes. En pocs anys, nombroses onades de presbiterians, baptistes i metodistes van aconseguir sumar nous fidels a les seves esglésies.
Des del punt de vista polític, a mitjan segle XVIII, les colònies nord-americanes continuaven vinculades a la metròpoli mitjançant la figura del governador, designat pel rei anglès. Tanmateix, les colònies havien desenvolupat una sòlida tradició d’autogovern (self-government), articulada a través d’òrgans electes com les assemblees colonials, els Town Halls i els Town Meetings, sovint dirigits per les elits locals de comerciants, plantadors i advocats. Aquesta arrelada pràctica de l'autogovern, combinada amb els profunds canvis socials i econòmics que es vivien a les colònies, debilitava progressivament la capacitat de les institucions britàniques per exercir un control efectiu sobre el territori.

### Les guerres colonials

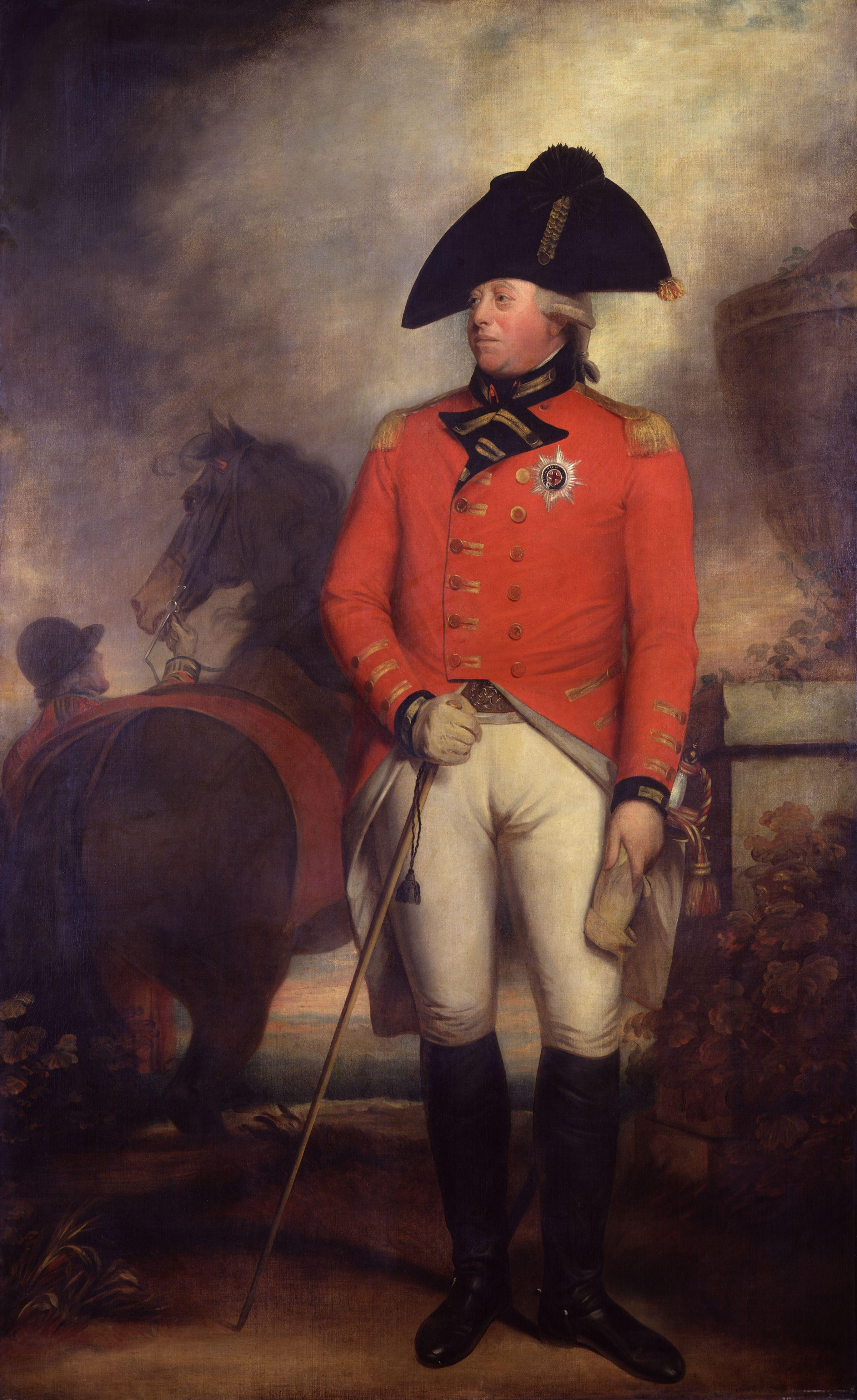
Jordi III d'Anglaterra

Les tres guerres imperials que van tenir lloc des de 1713 van dirimir quin imperi dominaria el continent nord-americà. El tractat d’Utrecht (1713-1714) va suposar el final de l’hegemonia francesa i començament de l’hegemonia britànica a Europa. Al continent nord-americà, però, els britànics van persistir en l’expansió colonial davant dels dos imperis rivals: el francès i l’espanyol. Així, els territoris d’Amèrica del Nord van esdevenir l’escenari dels conflictes internacionals d’aquests imperis europeus. L’anomenada Guerra de l'Orella de Jenkins (1739-1742) va enfrontar la Gran Bretanya i Espanya pel control del comerç caribeny. D’altra banda, la Guerra del rei Jordi (1744-1748) va enfrontar francesos i anglesos pel control dels boscos de les regions de Maine, Illinois, la vall del riu Ohio i la regió dels Grans Llacs. Sis anys després, anglesos i francesos van enfrontar-se pel control definitiu d’Amèrica del Nord en la Guerra dels Set Anys, que va durar-ne nou en les colònies (1754-1763), i va anomenar-se Guerra franco-índia.
El 1759, després d’algunes derrotes, els britànics van aconseguir controlar la vall del riu Ohio i fer-se amb el Quebec. Un any més tard, el 1760, van conquerir Montreal. Malgrat que la guerra encara duraria uns anys més, el poder francès al continent americà va arribar a la seva fi. Amb la Pau de París (1763), tot el Canadà francès i a Florida espanyola van ser cedits a la Gran Bretanya. La desaparició de l’imperi francès en terres americanes va permetre la lliure expansió dels colons pel nord i l’oest, convertint l’imperi britànic en una potència mundial que s’estenia des d’Amèrica del Nord fins a l’Índia.
No obstant això, la gran distància que separava els territoris de l’imperi britànic va anar reafirmant la diferenciació entre la metròpoli i les colònies, que es caracteritzaven per ser territoris lliures i independents entre ells, amb una pròspera economia de base agrícola en què el racisme estava institucionalitzat. De fet, la base d’aquest progrés econòmic dels colons va aconseguir-se arrabassant les terres de les nacions índies i l’explotació dels esclaus negres africans. Al capdavall, les colònies van mantenir-se cohesionades gràcies a una religiositat comuna —gairebé totes les esglésies eren protestants—, l’alfabetització massiva i una certa homogeneïtat econòmica. De fet, els colons gaudien d’un nivell de vida i de participació ciutadana superior a l’existent a Europa.

### Crisi i rebel·lió
Les necessitats d’administrar el creixent imperi en Amèrica del Nord i d’eixugar els deutes contrets en la Guerra franco-índia, va obligar els britànics a augmentar els impostos colonials. Aquest augment de la tributació, que va coincidir amb una forta crisi econòmica a les colònies, va provocar una crisi fiscal (1763-1775) que va ser la llavor de la rebel·lió i, posteriorment, de la revolució i la guerra d’Independència.

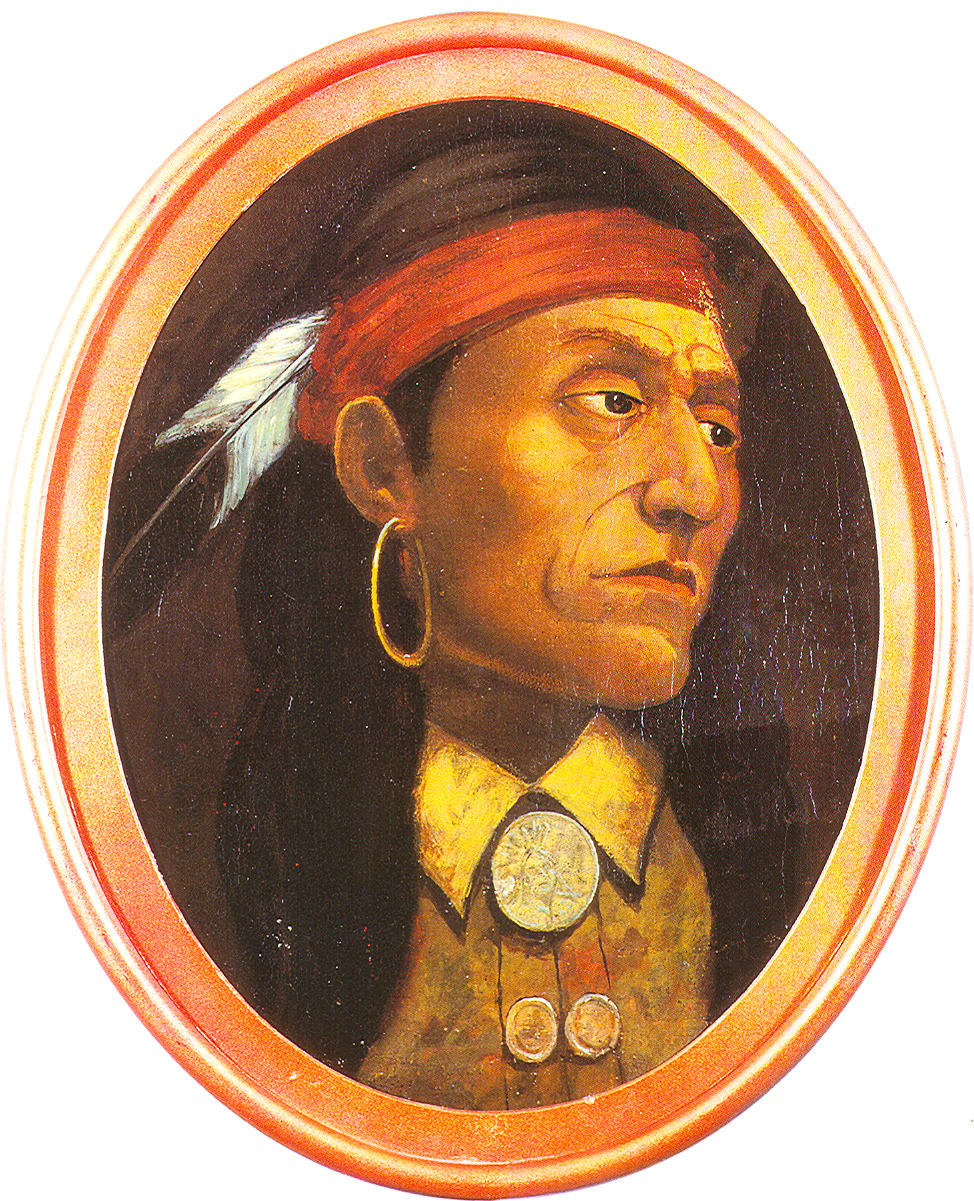
Pontiac, cabdill dels Ottawa

Després de la Guerra franco-índia, la fragilitat de l’imperi britànic feia evident la necessitat d’una reforma profunda. Els reptes eren considerables: integrar una població francòfona de 80.000 habitants, organitzar l’enorme territori obtingut de França i Espanya, i contenir la resistència dels pobles natius que lluitaven per conservar les seves terres. La rebel·lió indígena més destacada va ser la de Pontiac (1763), en què diverses tribus es van unir sota el lideratge d’aquest cabdill ottawa i van destruir diversos assentaments britànics a l’oest dels Apalatxes. En aquest context de tensió, Londres considerava imprescindible mantenir un exèrcit permanent de 10.000 soldats a la frontera occidental, malgrat el cost elevat que això suposava. El govern del rei Jordi III va intentar que fossin els colons nord-americans qui assumissin aquestes despeses, mitjançant reformes duaneres i, si calia, amb la imposició de nous impostos.
L’anomenada Llei del Sucre (1764) intentava posar fre al contraban i la corrupció duanera a les colònies. Aquesta llei establia que els productes colonials —sucre, tabac, ferro, fusta i d’altres— havien d’exportar-se directament a la Gran Bretanya.  A més, imposava aranzels sobre diferents productes, com ara els teixits, el cafè o la melassa. Simultàniament, el mateix any de 1764, el Parlament britànic va aprovar la Llei de la Moneda que prohibia a les colònies emetre paper moneda. Tot plegat va derivar en un agreujament de la crisi econòmica en les colònies i en una enorme dependència de l’economia americana del crèdit britànic.
En aquest context, la Llei del Sucre —que va ser insuficient per mantenir l’exèrcit de 10.000 homes— va provocar la primera protesta colonial contra la Corona. Amb tot, George Grenville —primer ministre del rei Jordi III— va utilitzar un nou impost que afectava, per primer cop, l’economia interior de les colònies. La Llei del Timbre (1765) gravava els documents legals, diaris, almanacs i gairebé qualsevol classe de paper usat a les colònies. Aquest nou impost perjudicava els grups socials més poderosos de les colònies i va acabar per mobilitzar tots els sectors socials de les colònies contra la corona anglesa. Fet i fet, la Llei del Timbre va convertir la protesta social en un moviment de masses que començava a articular-se políticament.
La protesta va encetar-se entre les elits colonials —plantadors, comerciants, advocats—, però va anar estenent-se a la resta de la població a través de la distribució de pamflets, articles als diaris i debats als Town Meetings, on les elits establien contacte amb la classe mitjana —petits agricultors, artesans, botiguers—. Tot plegat, va acabar conformant un munt de grups de resistència locals contra la llei. L’agost de 1765 va tenir lloc un motí violent, a Boston, en què va ser destruïda la casa del governador i la del distribuïdor del timbre de Massachusetts.

### “Cap contribució sense representació”
La base legal de les protestes va ser que els colons no podien ser obligats a pagar impostos a un Parlament en què no tenien cap representació. Per la seva banda, el Parlament britànic afirmava que els colons tenien una representació “virtual”, atès que qualsevol membre de la cambra representava els interessos de tot l’imperi.
Al capdavall, el 7 d’octubre de 1765, vint-i-set representants de nou colònies va reunir-se a Nova York per redactar la Declaració de drets i greuges de les Colònies. El primer de novembre de 1765 es va fer efectiva la Llei del Timbre, però es va produir un boicot per part dels moviments organitzats pels comerciants colonials impedint la seva aplicació. El perjudici que la protesta va causar als interessos britànics va fer que, el 1766, el Parlament retirés la llei, però alhora, va aprovar una Llei Declarativa, en què confirmava la sobirania del Parlament per obligar els colons a complir les lleis. Així, el 1767, es van aprovar nous gravàmens sobre el vidre, la pintura, el paper i el te importat de les colònies. Amb tot, les protestes van continuar i va mantenir-se el boicot. Comptat i debatut, la recaptació d’impostos només va aconseguir un 10% del pressupostat per mantenir la dotació de l’exèrcit i va causar enormes pèrdues a les exportacions de les manufactures britàniques.
Va ser a Boston on les protestes van ser més rellevants, liderades per Samuel Adams, a través d’incendiaris articles als diaris i protestes als pubs i town meetings. El febrer de 1768, l’Assemblea de Massachusetts va enviar a les altres Cambres Colonials una circular —redactada pel mateix Samuel Adams i l’advocat James Otis— en què denunciava els aranzels britànics com una violació del principi de «Cap contribució sense representació» («No taxation without representation»). La resposta britànica va ser l’enviament de dos regiments irlandesos a Boston l’1 d’octubre de 1768. Un any després, hi havia un total de 4.000 “casaques vermelles” (soldats britànics) en una ciutat de poc més de 16.000 habitants. La tensió va anar en augment, donant com a resultat l’anomenada Massacre de Boston, en què un escamot britànic, empaitat per la multitud, va obrir foc i va causar cinc morts.

### Aires d’independència
Les protestes es van transformar en una rebel·lió coordinada a totes les colònies, perjudicant greument els interessos econòmics britànics. Aquesta pressió va portar el Parlament a derogar la Llei del Timbre. Posteriorment, el 1770, el mateix Parlament va eliminar tots els aranzels imposats pel ministre d’hisenda Charles Townshend, excepte el del te, amb la qual cosa es va instaurar una aparent calma. Malgrat això, la Llei del Sucre i la Llei de la Moneda van continuar vigents. Tot i que l'exèrcit britànic es va retirar de Boston, la Marina britànica va mantenir la vigilància naval a les costes de Massachusetts.
El 1772, en el pitjor moment de la crisi econòmica, diferents líders americans van començar a considerar la possibilitat de la independència com a la millor manera per a defensar els interessos colonials. Ja no es tractava de lluitar pels drets individuals dels colons com a anglesos lliures, sinó de preservar la llibertat de les colònies en el seu conjunt enfront de la tirania britànica. Aquest mateix any, els habitants de Rhode Island van abordar i enfonsar la goleta britànica Gaspée.  La resposta britànica va ser enviar els sospitosos a Anglaterra per a ser jutjats. Aquestes mesures van fer témer en una deriva despòtica dels britànics. En aquest context, sota el lideratge d’en Samuel Adams, la majoria de les ciutats de Massachusetts van organitzar-se en Comitès de Correspondència i van aprovar The Votes of Proceeding, un document en què els bostonians denunciaven les violacions britàniques dels drets colonials (impostos no consentits, enviament de tropes, supressió del judici amb jurat i la restricció de manufactures entre d’altres). L’any 1773, Virgínia també va proposar la formació de Comitès de Correspondència, que van estendre’s a la resta de les colònies. Els comitès de Correspondència eren una xarxa de comunicació que permetia a les colònies compartir informació i idees per coordinar les seves accions.
L’any 1773, lord North, qui havia substituït Townshend com a ministre d’Hisenda, va agreujar la situació quan va aconseguir que el Parlament aprovés la Llei del Te (Tea Act), que concedia a la Companyia de les Índies Orientals l’exclusivitat de vendre te a les colònies sense pagar impostos. La resposta dels colons va ser impedir que els vaixells de la Companyia descarreguessin el te als principals ports. El novembre de 1773, un grup de patriotes disfressats d’indis mowak, dirigits per en Samuel Adams, van llençar al mar un carregament de te valorat en 10.000 lliures al port de Boston; es l'anomenat «Motí del Te» (Boston Tea Party). La resposta britànica va ser l’aprovació de les Lleis Coercitives (Coercive Acts) l’abril de 1774. L’objectiu era disciplinar Boston i tancar el seu port fins que el te malbaratat fos pagat. Al mateix temps, la Llei de l’Administració Imparcial de la Justícia acordava que els funcionaris acusats de delictes greus fossin jutjats a Anglaterra, mentre la Llei d’Aquarterament atorgava al governador poders per allotjar les tropes en edificis privats, confiscant-los si era necessari.
L’aprovació del conjunt de mesures conegudes com a lleis coercitives (Coercive Acts) per part del Parlament britànic el 1774, juntament amb altres disposicions com la Llei del Quebec, va provocar una forta reacció entre els colons nord-americans, que les qualificaren com a lleis intolerables (Intolerable Acts). Aquestes normes eren percebudes com una mostra clara que el govern britànic estava disposat a imposar els seus interessos polítics i econòmics sobre les colònies, sense tenir en compte els drets ni les llibertats dels colons. Com a resposta, les protestes es van intensificar i es transformaren progressivament en una rebel·lió oberta contra el que molts consideraven un exercici tirànic del poder per part de la monarquia britànica. A mesura que la tensió augmentava, creixia també la convicció entre amples sectors de la població colonial que la guerra per la independència era no només inevitable, sinó l’única via possible per garantir el futur polític i econòmic de les colònies.

### La revolució per la llibertat
Les Lleis Coercitives aprovades pel Parlament britànic són considerades la llavor de la protesta colonial. La revolució va començar quan el poble de Massachusetts va resistir-se a pagar el te i acceptar la pèrdua dels seus drets. Des de 1772, les elits de comerciants, aliades amb artesans i botiguers, va promoure la formació de Comitès de Correspondència. Tanmateix, a partir de 1774, s’hi van afegir al moviment molts agricultors perjudicats pel tancament del port de Boston. Així, els comitès de cada ciutat i comtat van prendre el poder actiu, substituint l’autoritat oficial i organitzant milícies de patriotes. El fet significatiu és que totes les colònies van sentir-se amenaçades per les Lleis Coercitives i van decidir ajudar Boston, fent possible l’emergència d’un poder polític paral·lel al de la corona britànica. Al capdavall, els Comitès de Correspondència i les milícies organitzades van decidir coordinar el nou poder dels comitès colonials convocant, el setembre de 1774, el primer Congrés Continental a Filadèlfia.
Les assemblees colonials i els comitès locals van elegir un total de 55 delegats per assistir al Congrés Continental, representant a 12 de les 16 colònies —no van assistir-hi els delegats de les colònies més recents: Geòrgia, Quebec, Nova Escòcia i les Florides—. Els delegats van aprovar les propostes radicals que compartien Massachusetts i Virgínia a les anomenades Resolucions del Comtat de Suffolk, que recomanaven la resistència a les Lleis Coercitives, reconeixien el poder d’una Associació Continental i aprovaven la persecució dels “enemics de la llibertat” a través de l’ús de la violència.
Amb tot, la situació a les diferents colònies no era homogènia, ni tan sols entre els diversos territoris que les conformaven. A Virgínia, l’elit de plantadors va ser favorable a la revolució, atesa la unió dels propietaris dedicats al cultiu de tabac i per expansió de l’esclavatge. A Maryland, negres i blancs van enfrontar-se als plantadors. Al territori de les Carolines va encetar-se una guerra civil, igual que la frontera de Nova York, on la classe mitjana radical va desplaçar del poder a l’elit mercantil. El mateix va passar a Filadèlfia, que va esdevenir la ciutat més radical de les colònies americanes, on la mobilització en favor de la independència es va fer palesa entre les classes mitjana i baixa (artesans pobres, jornalers, serfs) a través de la seva participació en les milícies de patriotes. Tot i la diversitat de situacions, la revolució va començar quan les elits colonials, amb el suport de les classes mitjanes i baixes, van enfrontar-se als governadors imposats per la corona britànica per tal d’obtenir el poder de les Assemblees provincials. Així, l’enfrontament va produir-se entre patriotes i cortesans; és a dir, entre aquells que volien la independència i aquells que tenien una posició depenent de la corona o la cort anglesa.
L’abril de 1775 van produir-se els primers enfrontaments entre la milícia de Massachusetts i l’exèrcit britànic. La lluita a les ciutats de Lexington i Concord es va saldar amb la mort de 275 soldats britànics i 95 patriotes. El començament de la lluita armada va fer que el Segon Congrés Continental, reunit a Filadèlfia, decidís crear formalment un Exèrcit Continental sota el comandament de George Washington. El 23 d’agost de 1775, el rei Jordi III va proclamar a les colònies en rebel·lió. La guerra havia començat.

## La Guerra
Veure article principal: Guerra d’Independència dels Estats Units.
Els estats mobilitzaren les seves milícies i entraren en lluita el 1775. Tot i que s'estima que els legitimistes comprenien entre el 15 i el 20% de la població, des de l'inici fins a la fi de la guerra els Patriotes controlaren entre el 80% i el 90% del territori; els britànics tan sols tingueren control sobre unes poques ciutats costaneres durant un període extens. Tanmateix, convé ressaltar que la guerra de la revolució americana va consistir en dues guerres paral·leles per als americans. La guerra a l'est va ser una lluita contra el domini britànic, mentre que el conflicte a l'oest van ser les Guerres índies.
Sobre el paper, l’exèrcit britànic semblava molt superior a les forces patriòtiques, tant en nombre d’efectius com en experiència. El 1778 l’exercit regular britànic a Amèrica del Nord totalitzava 50.000 homes, al qual s’hi van afegir 30.000 mercenaris, majoritàriament d’origen alemany. D’altra banda, l’exèrcit continental sota el comandament de George Washington va començar de zero; la creació d’un exèrcit continental no va ser fàcil. En primer lloc, el nombre d’efectius, que provenia de les diferents milícies colonials, variava de forma significativa segons el moment (de 20.000 fins a 50.000). En segon, no es tractava d'un exèrcit professional. I, finalment, els problemes del finançament van ser continus. Tot plegat, passat l’entusiasme inicial, el gruix de l’exèrcit continental el van conformar blancs pobres, presidiaris, immigrants alemanys i irlandesos, i esclaus negres, atrets per la recompensa econòmica (diners i terres) o la concessió de la ciutadania.
Les autoritats britàniques confiaven que la rebel·lió nord-americana seria fàcilment sufocada. No obstant això, sota aquesta aparença d’avantatge militar s’amagaven greus dificultats estratègiques per a la corona britànica. En primer lloc, la logística: les tropes i els subministraments havien de ser transportats des d’Anglaterra, a gairebé 5.000 quilòmetres de distància, la qual cosa complicava enormement el manteniment d’un exèrcit operatiu a l’altra banda de l’Atlàntic. En segon lloc, malgrat l’important nombre de soldats desplegats, el territori americà era vast i la seva administració, fragmentada, cosa que dificultava el control efectiu del país. Finalment, la naturalesa del conflicte exigia tàctiques poc convencionals. L'exèrcit continental, dirigit per George Washington, comptava amb el suport d’una gran part de la població civil, que proporcionava informació, refugi i subministraments.

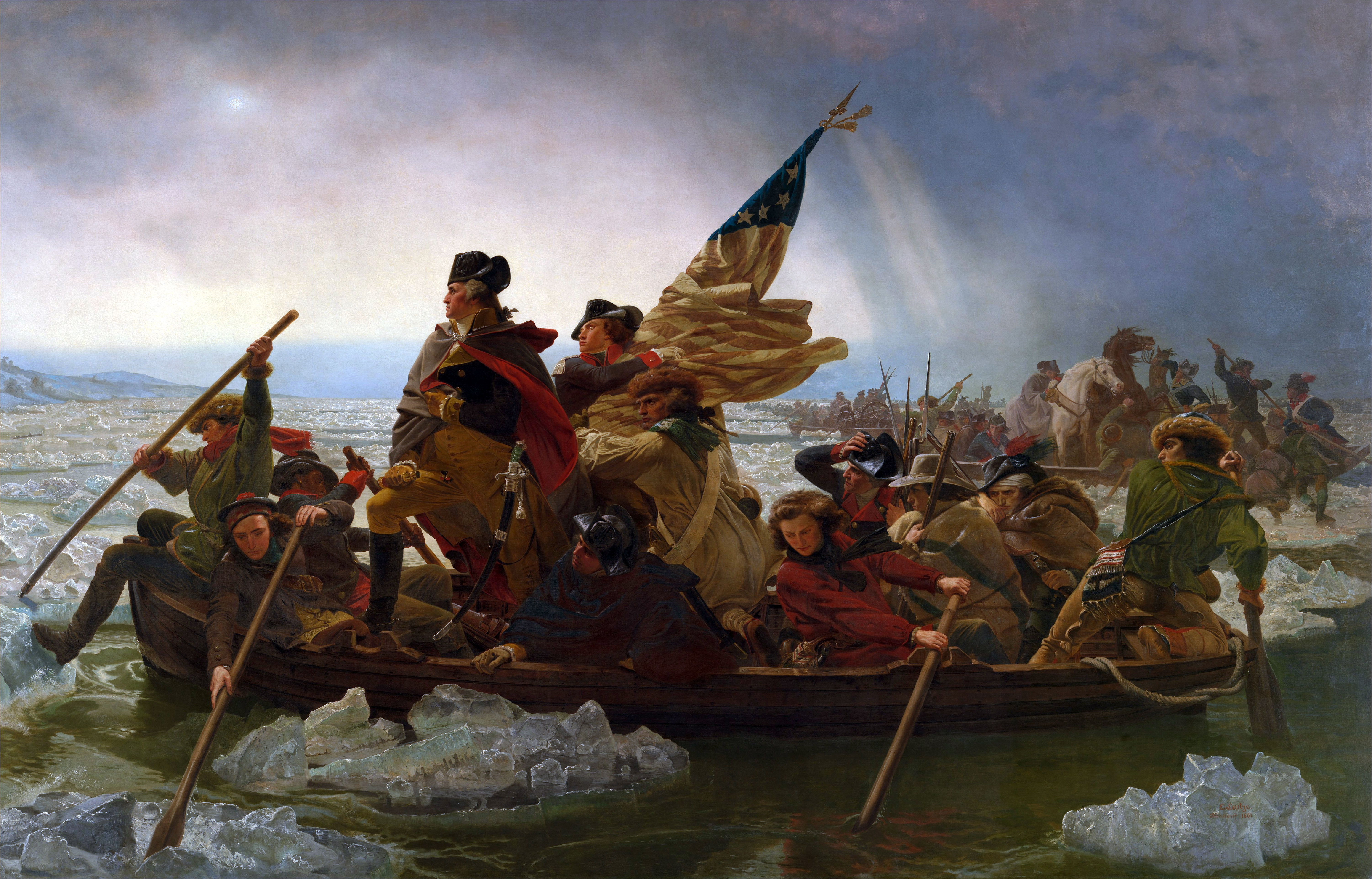
Washington travessant el riu Delaware (d'Emanuel Leutze)

Mentre que els britànics cercaven enfrontaments directes i “batalles decisives” per garantir una victòria ràpida, les forces rebels optaven per operacions més àgils i simbòliques per mantenir la moral popular. Un exemple paradigmàtic d’aquesta estratègia és la travessada del riu Delaware la nit de Nadal de 1776. Washington va sorprendre les tropes britàniques a Trenton, capturant-ne un miler de soldats alemanys, i pocs dies després va obtenir una nova victòria a Princeton. Aquestes accions no van canviar immediatament l’equilibri militar, però sí que van tenir un gran impacte psicològic i polític.
El punt d’inflexió, però, van ser les batalles de Saratoga (octubre de 1777) i de Yorktown (octubre de 1781). La derrota britànica va convèncer França de la viabilitat del projecte independentista nord-americà. Els francesos van establir una aliança formal amb els insurgents el 1778, seguint-los després Espanya (1779), amb l’objectiu de recuperar Menorca i Gibraltar; i Holanda (1780), en suport dels interessos comercials compartits. A més, potències neutrals com Suècia, Dinamarca i Rússia van promoure la Lliga de la Neutralitat Armada, restringint l'accés britànic al comerç marítim al mar Bàltic.
Amb Anglaterra progressivament aïllada a Europa i obligada a dividir els seus esforços militars entre múltiples fronts, la guerra es va traslladar als estats del sud. No obstant això, la superioritat naval franco-espanyola va impedir que la marina britànica pogués sostenir les tropes al continent americà. El 19 d’octubre de 1781, després del setge de Yorktown, les forces britàniques comandades pel general Charles Cornwallis es van rendir davant l’exèrcit de Washington i els seus aliats francesos. Això va marcar, de facto, la fi de la guerra.
Després de llargues negociacions a París, els representants britànics i nord-americans, amb la mediació de les principals potències europees, van signar el Tractat de París el 3 de setembre de 1783. En aquest document, la Gran Bretanya reconeixia formalment la independència dels Estats Units d’Amèrica.

## Fonaments ideològics de la Revolució Americana
Després de la Declaració d’Independència de 1776, els Estats Units van aprovar els Articles de la Confederació, considerats un dels primers textos institucionals del nou país. Adoptats oficialment el 1781, aquests articles establien una aliança entre les tretze colònies sobiranes, tot creant una confederació amb un govern central molt limitat. L’objectiu principal era mantenir la cooperació entre els estats durant la guerra contra Gran Bretanya, preservant alhora la seva autonomia individual.
Tanmateix, un cop finalitzada la guerra d’independència, les debilitats del sistema confederal es van fer paleses. El govern central no disposava de poder per imposar impostos, regular el comerç entre estats ni fer complir les lleis de manera efectiva. Aquestes mancances van generar tensions econòmiques i polítiques, i van posar en dubte la viabilitat de la nova unió. A mesura que s’evidenciaven els límits del model confederal, es va fer imprescindible redactar una nova constitució que establís un govern federal més sòlid. Aquest procés culminaria amb la Convenció Constitucional de Filadèlfia el 1787 i l’aprovació de la Constitució dels Estats Units, que entraria en vigor el 1789.

### La influència de la Il·lustració
Pocs debats constituents en la història moderna han assolit el nivell filosòfic, polític i històric que va tenir la Convenció de Filadèlfia de 1787. Els 55 delegats reunits inicialment tenien el propòsit de reformar els Articles de la Confederació, vigents des de 1781. Tanmateix, el Pla de Virgínia, presentat per James Madison, va anar molt més enllà: proposava la creació d’un govern nacional completament nou, amb una estructura federal basada en la separació de poders i un sistema de representació proporcional.
Les deliberacions van convertir la Convenció en un autèntic laboratori constitucional. Les discussions sobre la naturalesa de l’estat, la font de la sobirania, l’equilibri entre el poder legislatiu, executiu i judicial, i la representació dels estats grans i petits van articular un debat ideològic profund, amb influències notables del pensament il·lustrat europeu.
El debat es va polaritzar entre dos grups principals: els federalistes i els antifederalistes. Els federalistes —en gran part comerciants, professionals i industrials— defensaven un govern central fort, capaç de garantir l’estabilitat, la defensa comuna i la regulació econòmica. En canvi, els antifederalistes —majoritàriament grangers i plantadors— temien la concentració del poder i reclamaven una major autonomia per als estats, sota la idea que la sobirania residia primordialment en les comunitats locals.
El pensament polític d’aquell moment es va veure fortament influït per autors com John Locke, amb el seu Segon assaig sobre el govern civil (1690), que defensava el govern basat en el consentiment dels governats i el dret a la revolta davant la tirania; i per Montesquieu, que en L’esperit de les lleis (1748) argumentava la necessitat de la separació de poders com a garantia de llibertat. També hi eren presents els conceptes contractualistes de Rousseau i, de manera més indirecta, les idees de Hobbes sobre la naturalesa egoista de l’ésser humà i la necessitat d’una autoritat forta per evitar el caos.
Tot i la seva desconfiança envers la democràcia directa, molts dels delegats compartien una visió calvinista de la condició humana: l’home, per naturalesa, és feble i propens a l’abús del poder. Aquesta concepció va inspirar la creació de mecanismes de control institucional i contrapesos dins del sistema federal. Malgrat el seu elitisme, els delegats rebutjaven l’arbitrarietat i acceptaven el principi de sobirania popular com a fonament legítim del nou govern.
El conjunt de reflexions i arguments favorables a la nova Constitució va quedar recollit en The Federalist Papers, una sèrie de 85 assajos publicats entre 1787 i 1788 per Alexander Hamilton, James Madison i John Jay. Aquest corpus continua essent avui una obra fonamental per entendre els principis constitucionals dels Estats Units i la teoria política moderna.

### La limitació del Poder

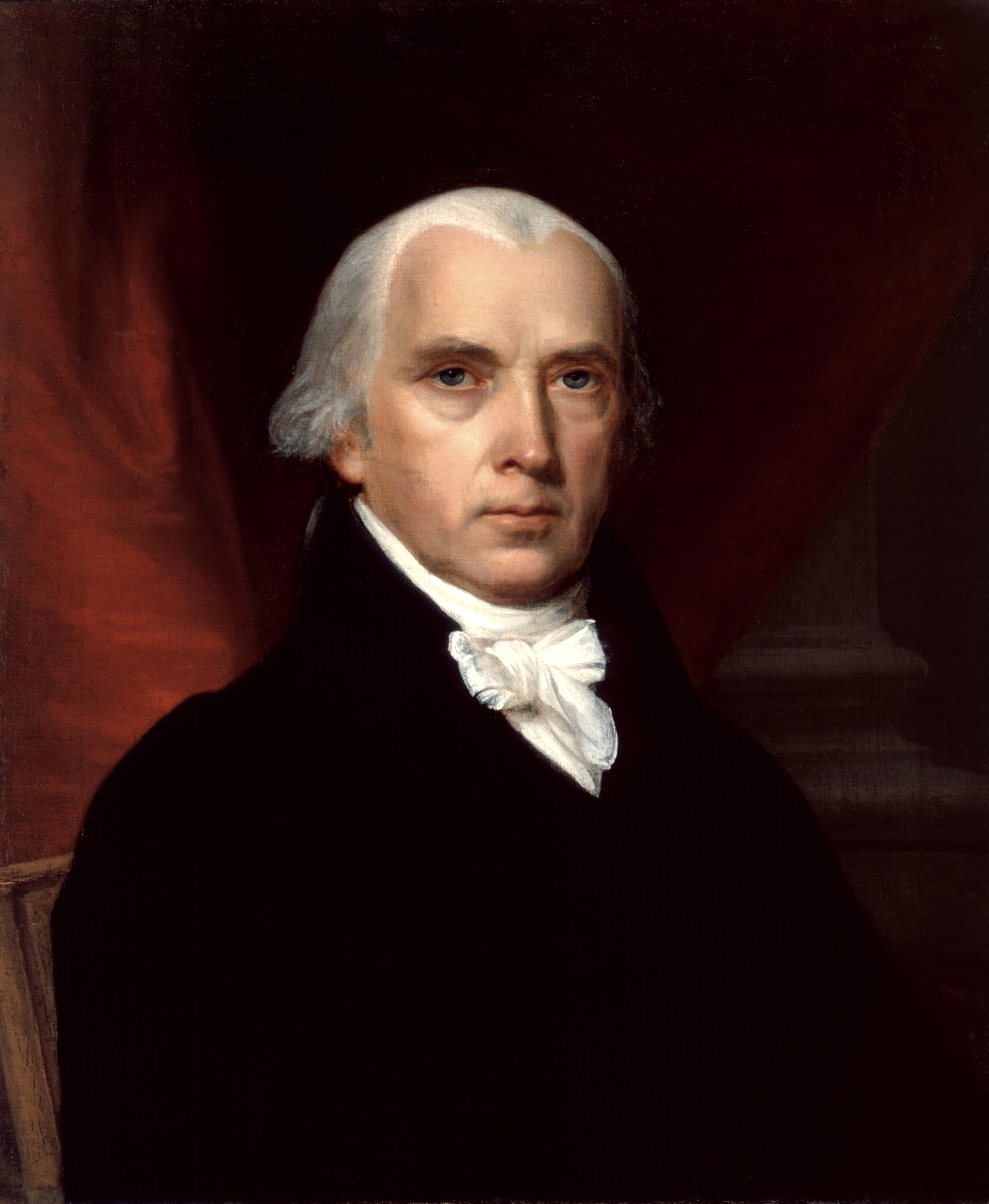
James Madison

James Madison, un dels principals arquitectes del sistema constitucional nord-americà, va defensar la necessitat d’un govern equilibrat, allunyat tant de la democràcia participativa directa dels antics grecs com de les formes aristocràtiques europees. La seva proposta es basava en una república representativa, estructurada amb un sistema de controls i contrapesos  (checks and balances) per prevenir l’arbitrarietat. L’objectiu era clar: evitar que cap branca del govern —legislativa, executiva o judicial— pogués exercir el poder sense el control de les altres.
Madison també va ser un ferm opositor a la “tirania de la majoria”, és a dir, el perill que una majoria circumstancial pogués imposar-se als drets de les minories. Per això, va advocar per una sobirania popular canalitzada a través d’institucions representatives, amb una Cambra de Representants escollida directament pels ciutadans i un Senat amb una funció moderadora i de control sobre la primera. Aquesta arquitectura institucional responia a la idea de frenar tant els abusos del poder executiu com les passions de la massa (vegeu El Federalista número 10).
A més, Madison va destacar com un dels grans defensors de la llibertat religiosa. El seu rebuig a l’intent de restablir el cristianisme com a religió oficial a Virgínia i a la proposta d’imposar un impost per subvencionar l’ensenyament religiós, el va portar a redactar el famós Memorial and Remonstrance Against Religious Assessments (1785). En aquest text, Madison argumentava que la religió només pot florir en un context de llibertat i separació entre l’Església i l’Estat.
Durant el debat constitucional, es va fer evident la necessitat d’incloure garanties explícites de drets individuals. L’experiència dels abusos comesos pel Parlament britànic abans i durant la Revolució Americana encara era ben viva en la memòria col·lectiva. Davant la pressió dels estats més reticents, com Virgínia i Nova York, Madison es va comprometre a redactar una declaració de drets per incorporar-la com a esmenes a la nova Constitució. Per fer-ho, va estudiar les constitucions estatals i va sintetitzar-ne les garanties en un conjunt de deu esmenes conegudes com la Declarció de Drets (Bill of Rights), aprovades el 1791. Aquestes esmenes constitucionals limiten el poder del Congrés en àmbits com la llibertat d’expressió, de religió, de premsa, el dret a un judici just, i la protecció davant detencions arbitràries, entre d’altres.
Veure article: Declaració de Drets

### Monarquia o República

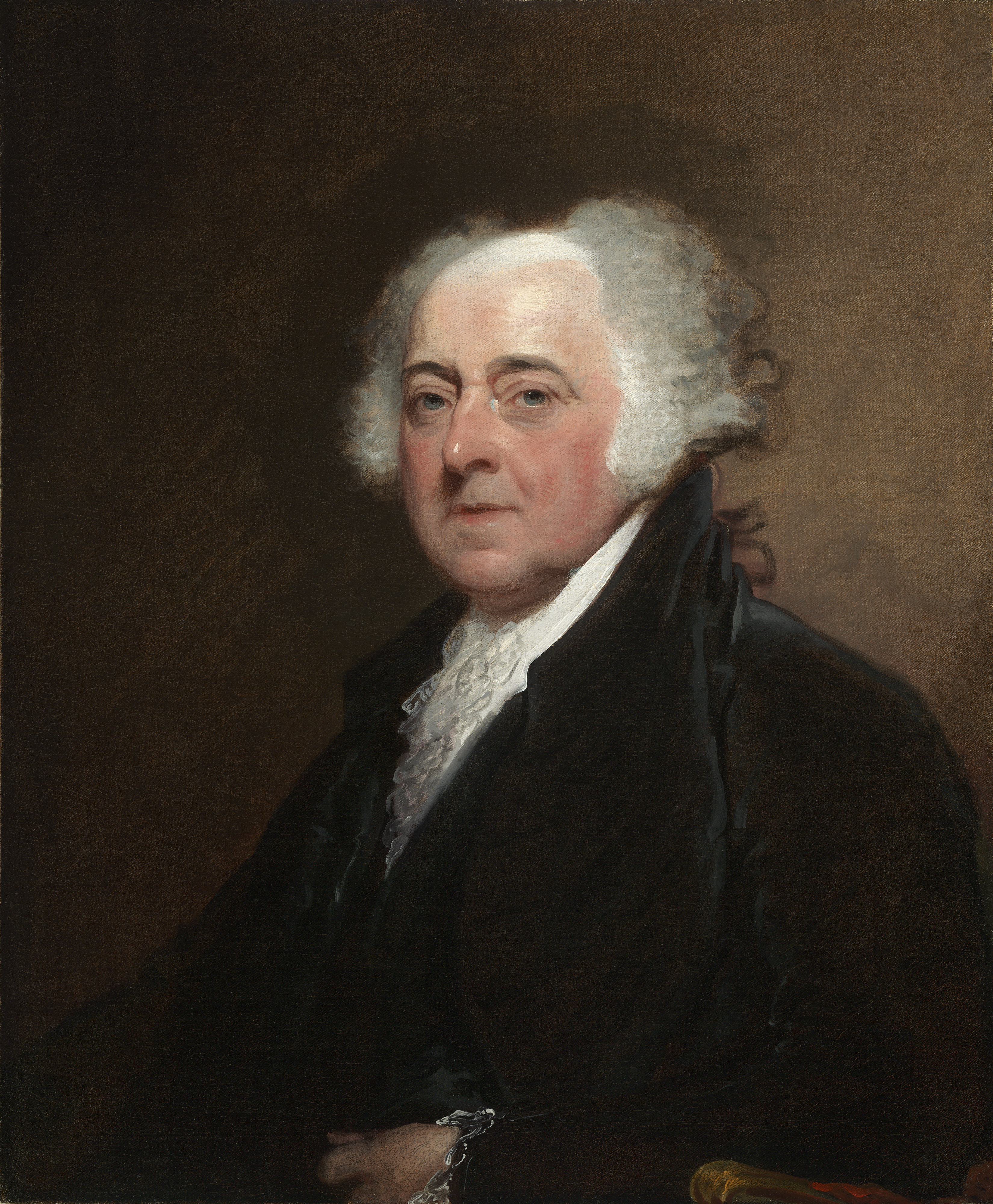
John Adams

Durant la Convenció Constitucional de 1787, el debat sobre la forma del nou govern federal va incloure propostes que oscil·laven entre la tradició republicana clàssica i models inspirats en la monarquia constitucional britànica. Un dels federalistes més destacats, John Adams, va expressar una profunda desconfiança envers les masses populars, influït per la seva formació puritana i un pessimisme antropològic sobre la naturalesa humana. En la seva obra A Defence of the Constitutions of Government of the United States of America (1787), Adams argumentava a favor d’un sistema bicameral amb un poder executiu fort i un cos legislatiu dividit en una cambra aristocràtica i una altra popular, seguint el model britànic de Lords i Comuns. La seva proposta incloïa fins i tot una branca del govern amb caràcter hereditari, destinada a actuar com a fre a l'impuls de la majoria.
No era l’únic amb una visió favorable a una estructura governamental de tipus aristocràtic. Alexander Hamilton, un altre dels federalistes més influents, defensava un govern central robust capaç de regular els afers comuns tant a escala individual com estatal. En la seva intervenció a la Convenció, Hamilton va proposar la instauració d’un president vitalici amb àmplies competències, així com un Senat amb membres també de caràcter vitalici. Aquest model, clarament inspirat en la monarquia constitucional britànica, pretenia evitar els perills de la inestabilitat política i la demagògia, que considerava inherents a la democràcia directa o a la rotació freqüent de càrrecs.

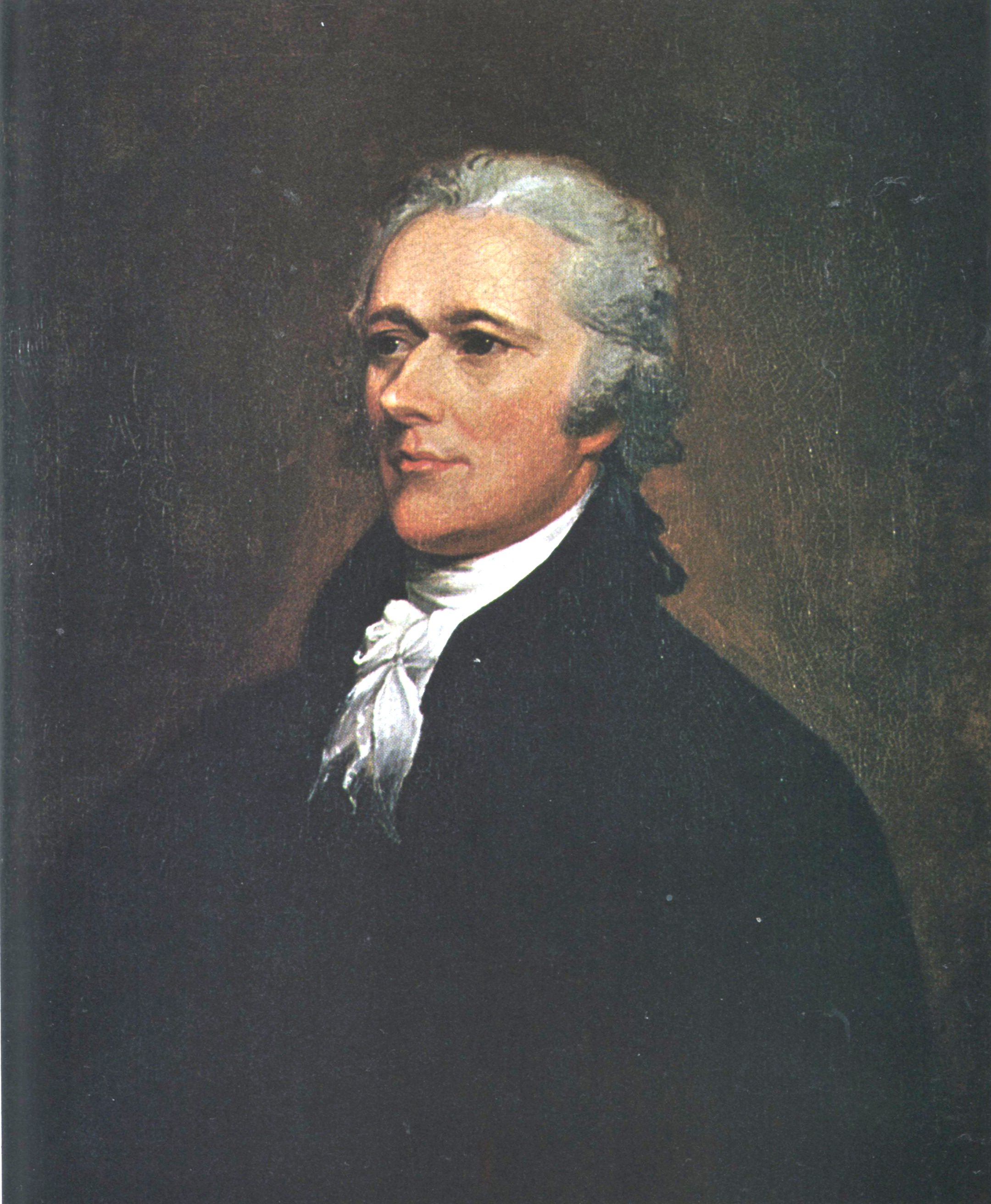
Alexander Hamilton

Tanmateix, aquestes propostes més properes a una monarquia constitucional van ser rebutjades per la majoria dels delegats, que temien recrear un poder central autoritari semblant al que havien combatut durant la Revolució. La memòria recent dels abusos comesos pel govern britànic i el desig de preservar la llibertat individual van inclinar la convenció cap a una república representativa amb límits clars al poder executiu.
Malgrat el rebuig a la seva proposta d'un executiu vitalici, Alexander Hamilton va deixar una empremta fonamental en el debat constitucional amb la seva defensa d’un poder judicial fort i independent. A El Federalista (The Federalist Papers), especialment en el número 78, Hamilton argumenta que els jutges federals haurien de tenir mandats vitalicis per garantir la seva imparcialitat i resistència a les pressions polítiques. També sosté que el poder judicial hauria de tenir la facultat d'anul·lar les lleis del Congrés que contradiguin la Constitució, introduint així la doctrina del control judicial (judicial review), que seria confirmada dècades més tard pel cas Marbury v. Madison (1803). Aquest equilibri entre un poder executiu limitat, un legislatiu bicameral i un poder judicial independent va esdevenir el nucli del sistema republicà establert per la Constitució dels Estats Units.
Veure articles: Presidencialisme, Constitució dels Estats Units.

### La posició antifederalista

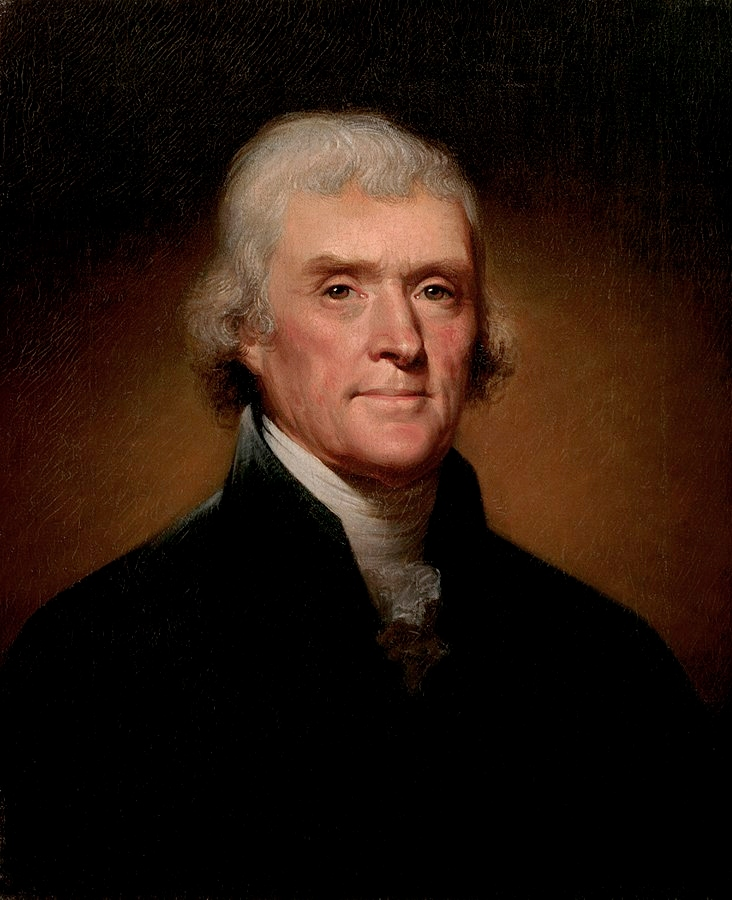
Thomas Jefferson

Thomas Jefferson és considerat un dels pensadors polítics més brillants del naixement de la república nord-americana i, alhora, una figura carregada de contradiccions. Representant destacat del corrent antifederalista, va defensar durant tota la seva vida una visió de la república centrada en la llibertat individual, la sobirania dels estats i la virtut del poble rural. Va ser governador de Virgínia, autor principal de la Declaració d’Independència (1776) i posteriorment tercer president dels Estats Units (1801–1809).
Malgrat la seva declarada oposició moral a l'esclavitud —a la qual va qualificar com un “mal moral” i una amenaça per a la república— Jefferson va posseir més de cent esclaus al llarg de la seva vida, i en va alliberar molt pocs, fins i tot després de la seva mort. Aquesta contradicció entre els seus principis declarats i la seva pràctica com a plantador de Monticello ha estat motiu d'intens debat historiogràfic. En paraules seves: “temo que Déu sigui just; temo pel meu país quan penso que Déu és just” (Notes on the State of Virginia, 1785), una confessió que revela la seva lluita moral sense arribar mai a l’acció definitiva.
Com molts antifederalistes, Jefferson creia que les virtuts cíviques de la societat emanaven del món agrari. La seva visió de la república estava íntimament lligada al treball de la terra, que considerava la base de la independència econòmica i de la llibertat política. En aquest sentit, els grangers —lliures i autosuficients— constituïen, segons Jefferson, el “poble escollit” per mantenir viva l’essència republicana. Aquesta concepció es recull en nombroses cartes i escrits, entre elles la famosa afirmació que “els qui treballen la terra són el poble escollit per Déu”.
L’antifederalisme defensat per Jefferson es basava en la idea que el poder havia d’estar radicalment descentralitzat. Un govern federal fort, tal com el proposaven els federalistes com Hamilton, podia derivar fàcilment en una nova forma de tirania. Per això, Jefferson apostava per governs locals forts, pròxims als ciutadans, que permetessin una participació democràtica real i servissin com a fre als abusos del poder central. Aquesta filosofia política es reflecteix clarament en el seu suport als drets dels estats i la seva crítica constant a l’expansió del poder federal.
Tot i no haver participat directament en la Convenció Constitucional de 1787 (en aquell moment era ambaixador a França), Jefferson va tenir una influència profunda en la configuració ideològica de la nova república i en la posterior incorporació de la Declaració de Drets (Bill of Rights), que considerava essencial per protegir els drets dels individus davant possibles excessos del govern federal.
En el següent quadre s’expressen les principals diferències ideològiques entre Federalistes i Antifederalistes respecte al projecte de la Constitució dels Estats Units.
| Aspecte                   | Federalistes                                                                 | Antifederalistes                                                                             |
| Objectiu                  | Ratificar la nova Constitució                                                | Oposar-se a la ratificació sense una Declaració de Drets                                     |
| Govern central            | Fort i eficaç: necessari per mantenir la unitat i la seguretat               | Limitat i descentralitzat: temien l'autoritarisme del nou govern                             |
| Tipus de república        | Gran república representativa amb divisió de poders                          | Petites repúbliques locals amb més control ciutadà                                           |
| Perill principal          | Tirania de la majoria sense institucions protectores                         | Tirania d’un govern central massa poderós                                                    |
| Posició sobre els drets   | No veien necessària una Declaració de Drets (ja implícits en la Constitució) | Consideraven essencial garantir drets explícits individuals                                  |
| Models polítics preferits | Madison, Hamilton, Jay: inspirats en Montesquieu i la Il·lustració           | Patrick Henry, George Mason: influïts pel republicanisme clàssic i la desconfiança del poder |
| Base social principal     | Elits urbanes, comerciants, propietaris de terres grans                      | Petits agricultors, pagesos, habitants de zones rurals                                       |
| Relació amb els estats    | Volien reduir el poder dels estats en favor d’un govern federal fort         | Defensaven la sobirania dels estats                                                          |

### L'Esclavitud
El règim d’esclavatge al qual estaven sotmeses prop de mig milió de persones negres no va ser eliminat per la Revolució Nord-americana. Aquesta omissió, enmig d’un discurs que proclamava la llibertat i la igualtat, constitueix una greu incoherència del període revolucionari. De fet, al final de l’era revolucionària hi havia més persones negres esclavitzades que al seu inici, i en alguns territoris l’esclavitud estava a punt d’assolir la seva màxima expansió.
Tot i això, a llarg termini, la Revolució va tenir un profund impacte en el clima social i intel·lectual. Inicialment, per als colons, l’esclavitud formava part de l’ordre natural de les coses i era considerada simplement com l’esglaó més baix dins la jerarquia de la llibertat. A l’Amèrica del Nord prerevolucionària, existien múltiples formes de servitud, i els colons no se sentien obligats a justificar l’esclavitud més que qualsevol altra forma de dependència degradant. Però la nova ciutadania republicana començava a qüestionar totes les formes de dependència personal. Per primer cop, els americans es veien forçats a afrontar l’esclavitud com una aberració, com una “institució peculiar”, i a justificar-la si decidien conservar-la.
Ja abans de la Declaració d’Independència, l’ambient llibertari havia posat en evidència l’escandalosa contradicció que suposava l’existència de l’esclavitud. L’any 1764, James Otis afirmava que tots els colons “havien nascut lliures per llei natural, com qualsevol altre home, blanc o negre”. No obstant això, els primers esforços per resoldre aquesta contradicció es van centrar en el tràfic d’esclaus. El 1774, el Congrés Continental va instar a l’abolició del comerç d’esclaus, una mesura que sis estats del nord van adoptar immediatament. L’any següent, els quàquers de Filadèlfia van fundar la primera societat contra l’esclavitud. Durant la Guerra d’Independència, tant el Congrés com els estats del nord —i fins i tot Maryland— van oferir la llibertat als esclaus que s’allistaven a l’exèrcit.
Al Nord, malgrat que existia, l’esclavitud era menys severa que al Sud i no estava tan profundament arrelada en la societat ni en l’economia. Durant les dècades posteriors a la Revolució, els estats del Nord van adoptar mesures per erradicar la pràctica institucionalitzada de l’esclavitud i, el 1804, tots s’havien compromès amb l’emancipació. El 1810, el nombre de persones negres lliures al Nord havia augmentat de poc més d’un centenar el 1770 a gairebé 50.000. A més, durant la dècada de 1780, el Congrés va prohibir explícitament l’esclavitud al nou Territori del Nord-oest mitjançant l’Ordenança del Nord-oest. La nova Constitució federal establia que, a partir de 1808, quedaria prohibida la importació internacional d’esclaus.
En definitiva, molts líders revolucionaris —incloent-hi figures del Sud com Thomas Jefferson, Patrick Henry i Henry Laurens— donaven per fet que l’esclavitud acabaria desapareixent. Però, al capdavall, aquesta expectativa es va revelar com una il·lusió. L’esclavitud estava profundament arrelada als estats del Sud. I els blancs del Sud, que havien estat al capdavant del moviment revolucionari i es consideraven ferms defensors dels ideals de llibertat, van acabar desenvolupant un incòmode sentiment de separació respecte de la resta dels estatunidencs.

## Conseqüències de la Revolució
La Revolució Americana provocà una sèrie de grans canvis intel·lectuals i socials a la jove societat estatunidenca, com ara els nous ideals republicans que foren assimilats per la població estatunidenca. En alguns estats, esclataren debats polítics sobre el paper de la democràcia en el govern, amb alguns dels pares fundadors més liberals tement l'oclocràcia.
Des de finals del segle xviii els Estats Units havien adoptat una doctrina expansionista territorial, que es coneixeria com el "Destí Manifest", La invasió nord-americana des de l'est va alterar profundament als natius i va provocar una forta divisió dins de les nacions índies entre els "acomodacionistes", que van optar per adoptar algunes formes euroamericanes enfront dels "tradicionalistes", que van demanar la puresa dels nadius rebutjant el contacte amb els blancs. A finals de la Revolució Americana i a principis del segle xix, els nadius americans estaven sent desplaçats més enllà dels Apalatxes cap al que és avui l'Oest Mitjà, per a aquests grups exiliats, quedaven pocs llocs per anar.
Moltes qüestions del govern nacional no foren resoltes fins a la Constitució dels Estats Units (1787), incloent-hi les primeres deu esmenes a la Carta de Drets (1789), que substituïren els Articles de la Confederació. La Constitució, en canvi, consagrà els drets naturals idealitzats pels revolucionaris republicans i els garantí sota un govern federal relativament fort, igual que el sufragi per a les eleccions nacionals. Amb la democràcia i el canvi al republicanisme es produí una agitació de la jerarquia social tradicional i es creà una ètica que conformà el cor dels valors polítics estatunidencs.

## Cronologia[5]
| Any  | Data             | Esdeveniment |
| 1763 | 10 de febrer     | La Guerra franco-índia acaba amb la Pau de París                                                                             |
| 1763 | 7 d'octubre      | La Proclamació de 763 prohibeix la migració a l'oest de les colònies                                                         |
| 1763 | Maig- novembre   | El cabdill Pontiac es rebel·la en la vall de l'Ohio                                                                          |
| 1764 | 5 i 9 d’abril    | El Parlament britànic aprova la Llei del Sucre i la Llei de la Moneda                                                        |
| 1765 | 22 de març       | El Parlament britànic aprova la Llei del Timbre                                                                              |
| 1765 | 15 de maig       | El Parlament britànic aprova la Llei d’Aquarterament                                                                         |
| 1765 | 7 d’octubre      | 37 delegats de 9 colònies es reuneixen a Nova York en el Congrés de la Llei del Timbre                                       |
| 1766 | 18 de març       | El Parlament revoca la Llei del Timbre i aprova la Llei Declaratòria                                                         |
| 1767 | 29 de juny       | El Parlament aprova les Lleis Townshend                                                                                      |
| 1767 | 5 de novembre    | John Dickinson publica les Letters from a Farmer in Pennsylvania                                                             |
| 1768 | 11 de febrer     | Samuel Adams redacta la “Carta circular” de Massachusetts.                                                                   |
|      | 8 de juny        | Enviament de tropes britàniques a Boston                                                                                     |
| 1770 | 5 de març        | Massacre de Boston |
| 1770 | 12 d’abril       | Es revoquen els aranzels de Townshend (excepte el del Te)                                                                    |
| 1772 | 9 de juny        | El vaixell britànic Gaspée és incendiat a la costa de Rhode Island                                                           |
| 1772 | 2 de novembre    | Els bostonians publiquen The Votes of Proceeding, ennumerant les violacions britàniques dels drets dels colons.              |
| 1773 | 6 de gener       | El governador Hutchinson de Massachusetts defensa la supremacia de Parlament britànic a l’assemblea legislativa.             |
| 1773 | 10 de maig       | El Parlament aprova la Llei del Te                                                                                           |
| 1773 | 16 de desembre   | Motí del Te a Boston (Boston Tea Party)                                                                                      |
| 1774 | Març-juny        | El Parlament britànic aprova les Lleis Coercitives i la Llei de Quebec                                                       |
| 1774 | Setembre-octubre | Es reuneix el Primer Congrés Continental a Filadèlfia                                                                        |
| 1775 | 18 d’abril       | Cavalcada de Paul Revere |
| 1775 | 19 d’abril       | Batalles de Lexington i Concord                                                                                              |
| 1775 | 10 de maig       | Les forces nord-americanes es fan amb el fort Ticonderoga                                                                    |
| 1775 | 15 de juny       | George Washington és nomenat comandant de l’Exèrcit Continental                                                              |
| 1775 | 17 de juny       | Batalla de Bunker Hill |
| 1775 | 2 d’agost        | Jordi III declara les colònies en rebel·lió                                                                                  |
| 1775 | 31 de desembre   | Els colons són derrotats en Quebec                                                                                           |
| 1776 | 10 de gener      | Thomas Paine publica El Sentit Comú (Common Sense)                                                                           |
| 1776 | 17 de març       | Les tropes britàniques es retiren de Boston                                                                                  |
| 1776 | 4 de juliol      | El Congrés Continental aprova la Declaració d’Independència                                                                  |
| 1776 | 27 d’agost       | Batalla de Long Island. Els britànics es fan amb Nova York                                                                   |
| 1776 | 25 de desembre   | Washington travessa el riu Delaware                                                                                          |
| 1776 | 26 de desembre   | Washington obté la victòria a la Batalla de Trenton.                                                                         |
| 1777 | 3 de gener       | Washington obté la victòria a la Batalla de Princeton                                                                        |
| 1777 | 11 de setembre   | Els britànics obtenen la victòria en la Batalla de Brandywine                                                                |
| 1777 | 4 d’octubre      | Washington és derrotat a Germantown                                                                                          |
| 1777 | 17 d’octubre     | El general britànic Burgoyne es rendeix després de la Batalla de Saratoga                                                    |
| 1777 | 15 de novembre   | El Segon Congrés Continental aprova els Articles de la Confederació, pendents de ratificació dels estats.                    |
| 1778 | 6 de febrer      | França i els Estats Units acorden una aliança                                                                                |
| 1780 | 12 de maig       | Els britànics es fan amb Charleston (Carolina del Sud)                                                                       |
| 1780 | 7 d’octubre      | Les tropes britàniques del General Cornwallis es retiren de Carolina del Nord                                                |
| 1781 | 17 de gener      | Les tropes americanes vencen les britàniques a la Batalla de Cowpens                                                         |
| 1781 | 1 de març        | Els Articles de la Confederació són ratificats pels estats                                                                   |
| 1781 | 15 de març       | Les tropes americanes vencen les britàniques a la Batalla de Guilford Courthouse (Caronia del Nord)                          |
| 1781 | 19 d’octubre     | El General Cornwallis és derrotat pels nord-americans (ajudats pels francesos) en la decisiva Batalla de Yorktown (Virgínia) |
| 1783 | 3 de setembre    | Tractat de París. Es declara la pau entre nord-americans i britànics                                                         |
| 1786 | Agost            | Rebel·lió de Shays en Massachusetts                                                                                          |
| 1786 | 11 de setembre   | Convenció d’Annàpolis |
| 1787 | 25 de maig       | Comença la Convenció Constitucional a Filadèlfia                                                                             |
| 1787 | 13 de juliol     | El congrés promulga la Ordenança de Nord-oest                                                                                |
| 1787 | 17 de setembre   | La Convenció Constitucional aprova la redacció de la nova Constitució i la remet al Congrés                                  |
| 1787 | 27 d’octubre     | Es publica el primer assaig d’El Federalista de Hamilton, Madison i Jay.                                                     |
| 1788 | Gener-agost      | Es ratifica la Constitució dels Estats Units per tots els estats (tret de Rhode Island i Carolina del Nord)                  |
| 1789 | 4 de març        | Es reuneix a Nova York el primer Congrés dels Estats Units sota la nova Constitució.                                         |
| 1789 | 30 d’abril       | George Washington és investit primer President dels Estats Units                                                             |
| 1791 | 15 de desembre   | S’aproven les 10 primeres esmenes a la Constitució amb la Declaració de Drets (Bill of Rights)                               |